# Takeshi Kanamori
Takeshi Kanamori (født 4. april 1994) er en japansk fodboldspiller.
Han har spillet for flere forskellige klubber i sin karriere, herunder Avispa Fukuoka og Kashima Antlers.